# 高文遠
高文遠（1911年—2008年2月11日），字耀天，又字行言，青海省西寧縣東關大街人，曾任第一屆立法委員。

## 經歷[1][2]
- 青海西寧同仁學校畢業
- 1937年，南京曉莊中央政治學校附設蒙藏師範學校政治專修科畢業（另作教育專修科）。
- 青海省回教教育促進會上五庄分會教育長。
- 1938年，調任青海省回教教育促進總會教育長。
- 1941年，青海省糧食局局長
- 1943年，崑崙中學副校長，該校校長由馬步芳兼任。
- 青海回教促進會中學教員。
- 中國國民黨青海省黨部委員兼書記長。
- 青海省政府田糧處處長。
- 民國34年(1945年)3月，中國國民黨青海省黨部舉行第一次代表大會。選馬步芳、馬繼援、冶成榮、謝士英、翟玉航、馬振武、高文遠，鄧欽義、李洽等九人為執行委員兼書記長[3]
- 民國34年(1945年)6月，任三青團青海省支團部書記[4]
- 民國34年(1945年)，選為青海省參議會參議員[5]。12月10日，青海省第一屆參議會正式成立，以馬元海為議長，高文遠為副議長[6]
- 青海省政府代理秘書長
- 青海省國民大會代表立法院立法委員選舉事務所委員（主任委員馬步芳）[7]
- 民國37年，當選立法委員，曾出席第一屆立法院第一會期教育文化委員會、預算委員會、邊政委員會
- 青海省政府秘書長
- 1949年後，到香港、臺灣等地居住
- 中華民國政府驻沙烏地阿拉伯大使馆秘书长，代大使。
- 1966年-1977年，中華民國驻印尼商务代表团团长(大使级)
- 1978年，中央研究院近代史研究所研究員编委
- 退休後居沙烏地阿拉伯。
- 2008年2月11日在沙特塔伊夫市去世[8]。

## 家族
父高進清，為人謙和，秉性耿直，於其宅第門前開張清盛源商店，經營布匹百貨生意，家道殷實。

## 著作
- 《突崛》月刊主編
- 「西北漢回民族問題的檢討」（正、續），中央時事周報，中央日報社，1937年第20、21期
- 1984年，經過艱苦努力，他幫助完成了編輯《漢阿古蘭經》(馬堅譯本，目前最流行的中文版《古蘭經》)的工作。
- 1988年，他在塔伊夫完成著作《清末西北回民反清運動》，被台灣的學林出版社出版，並獲台灣的「華文優秀學術論文獎」。1998年，該書又被寧夏人民出版社再版。其他著有《中國回教概況》、《聖訓百家》、《伊斯蘭宗教知識叢書》12種及《青海建省的奠基者—馬麒》等。